# Chilicola denisii
Chilicola denisii är en biart som beskrevs av Packer 2007. Chilicola denisii ingår i släktet Chilicola och familjen korttungebin. Inga underarter finns listade i Catalogue of Life.